# Edgardo Abdala
Pour les articles homonymes, voir Abdala (homonymie).
Edgardo Smith Abdala Montero, né le 1er juillet 1978 à Monte Aguila, est un footballeur professionnel palestino-chilien évoluant au poste de milieu défensif ou encore de défenseur pour sa sélection.
Il joue actuellement pour le club chilien de Club Deportivo Huachipato.

## Biographie
Bien que né et ayant grandi au Chili, Edgardo Abdala fait néanmoins partie de l'importante diaspora palestinienne en Amérique du Sud et c'est donc naturellement grâce à ses bonnes prestations dans le championnat chilien que la fédération palestinienne lui offre la nationalité palestinienne pour y honorer ses couleurs.
Cela est chose faite en 2003 et il y devient un titulaire indiscutable en défense.